# Linia kolejowa nr 50
Linia kolejowa nr 50 Czerwony Bór – Zambrów – rozebrana, niezelektryfikowana, jednotorowa linia kolejowa o długości 13,930 km. Wybudowana w 1940 roku, zniszczona podczas II wojny światowej, odbudowana w roku 1952. W latach 1958–1962 prowadzony był ruch pasażerski, a do roku 1998 towarowy. Przez lata nieprzejezdna, później rozebrana. Na odcinku linii kolejowej został poprowadzony fragment drogi krajowej nr 63 wraz z węzłem Zambrów Zachód na obwodnicy miasta w ciągu drogi ekspresowej S8.         